# استان شماره ۲
استان شماره ۲ (به لاتین: Province No. 2) یک استان در نپال است. استان شماره ۲ ۹٬۶۶۱ کیلومتر مربع مساحت و ۵٬۴۰۴٬۱۴۵ نفر جمعیت دارد.